# 柏烈伟
柏烈伟，或鲍立维，全名谢尔盖·亚历山德罗维奇·波列沃依（俄语：Сергей Александрович Полевой，1886年9月2日—1971年9月16日）俄罗斯汉学家，曾先后在中国北京大学、美国哈佛大学任教，编有中俄和中英词典。他与李大钊等人有联系，曾为苏俄布尔什维克与中国本土社会主义者建立联系。

## 生平
柏烈伟生于俄罗斯帝国乌克兰皮里亚廷，幼时家境贫困，因故事背景设定在中国的安徒生童话《夜莺》而对中国产生强烈兴趣。柏烈伟在莫斯科就读高中并毕业。1906年前往海参崴东方学院求学，学习中国语言文学、历史、宗教、习俗以及满语和蒙古语等。1913年发表毕业论文《中文报刊目录》并成名。他在该论文中以政治导向性的报刊分类标准统计辛亥革命时期国内外出版的数百种中文报刊的基本信息，翻译和分析辛亥革命中报刊内容，揭示各派倾向。此后，柏烈伟就读于圣彼得堡大学。一战爆发时因心脏问题未被征召入伍。1915年获硕士学位并因外语才能被军队征召为审查官。就职期间与一位保加利亚女性结识，二人后来成婚。1916年，柏烈伟向时任教育大臣写信，请求资助前往中国并撰写博士论文获得批准，他得到了3000卢布的资助。
1917年11月，柏烈伟一家到达天津，正巧俄罗斯爆发十月革命，卢布贬值，柏烈伟因此生活拮据。在朋友的介绍下在南开大学任教俄语。柏烈伟在校期间使用多种方式展开教学并帮助学生排演契诃夫和高尔基的话剧，服装由其夫人亲自制作。同期，他向学生介绍苏维埃政权的情况，课程受到许多师生的欢迎。后收到北京大学邀请前往任教，并在俄文专修馆教授俄语，同时多次往返北京和天津。当时，毛泽东也曾上过柏烈伟的课。期间，张太雷成为他的翻译和助手，后柏烈伟推荐张太雷任维经斯基的秘书。
1919年，他积极参与五四运动并因此受到北洋政府监视。1920年春，共产国际的代表维经斯基到北京，经过柏烈伟的介绍认识了李大钊和张申府。他还介绍李大钊认识了俄共党员霍赫洛夫金（荷荷诺夫金）。1921年，与张西曼合编出版《俄文文法》一书。在这一时期，他还更新并出版了俄汉词典，将俄文的蒙古故事翻译为中文，书籍颇为畅销。柏烈伟经常前往北京跳蚤市场收集各种书籍，其中包括蒙古语和满语书籍。1930年代初，薪水骤减，柏烈伟开始在家中开办俄语班。1933年开始经营书店，并取得莫斯科出版社的代理权，得以出版该国最新图书。知名白俄人士伊万·谢列布连尼科夫曾前往光顾。他的书店成为了当地图书爱好者的社交场所，许多外国汉学家专程前来拜访并与相关领域的学者交流。柏烈伟期间还与苏联汉学家瓦西里·阿列克谢耶夫保持着联络。1936年，俄裔法国学者叶理绥前往北京时与柏烈伟结识并邀请他前往美国任教。柏烈伟开始仍决定留在中国。1937年中国抗日战争爆发，柏烈伟的多名学生被日本人逮捕或处决。同年12月17日，持有南森护照柏烈伟夫妇也被日本当局逮捕入狱并遭受严刑拷打，如朝着赤裸身体泼冷水、殴打、电击颈部和四肢、半空悬吊和死亡威胁。由于苏联政府不承认柏烈伟的国籍，他在被囚禁期间未得到苏联政府的帮助。
1939年，在美国学者福开森的帮助下，柏烈伟承诺将离开中国并获释。他在叶理绥的帮助下前往美国哈佛大学东方学院任教。同年，他的照片出现在了5月6日《生活》杂志上，加之叶理绥和他都有俄国背景，引发同僚猜忌。期间有旅美的中国人指出柏烈伟曾持有亲苏观点，怀疑他为苏联间谍。叶理绥为了避免他人嫉妒，长期未给柏烈伟涨工资。在哈佛期间，卜弼德等东方学者、经济学家瓦西里·列昂季耶夫、作曲家谢尔盖·拉赫玛尼诺夫以及皮特林·索罗金等人都曾和柏烈伟展开交流。1956年退休前往迈阿密定居，1971年逝世火化。1988年他的友人将其骨灰带回家乡乌克兰。